# Eduardo Pérez
Eduardo Pérez Reyes (ur. 28 kwietnia 1993 w Culiacán) – meksykański piłkarz występujący na pozycji napastnika, od 2024 roku zawodnik Jaiba Brava.